# Conde de Lindsey

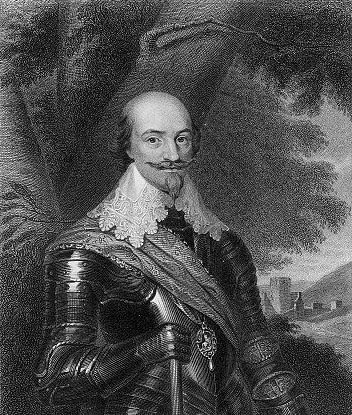
Robert Bertie, 1.º Conde de Lindsey

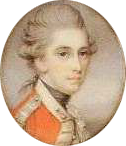
Robert Bertie, 4.º Duque de Ancaster e Kesteven.

Conde de Lindsey é um título do Pariato da Inglaterra. Foi criado em 1626 para o 14.º Barão Willoughby de Eresby. Ele foi Primeiro Lorde do Almirantado de 1635 a 1636 e também estabeleceu sua reivindicação, por direito de sua mãe, ao cargo hereditário de Lorde Grande Camareiro da Inglaterra. Lorde Lindsey lutou no lado realista na Guerra Civil e foi mortalmente ferido na Batalha de Edgehill em 23 de outubro de 1642. Ele foi sucedido por seu filho, o segundo conde. Ele também lutou em Edgehill e se rendeu aos parlamentares para cuidar de seu pai mortalmente ferido. Lorde Lindsey lutou mais tarde na Primeira Batalha de Newbury, Segunda Batalha de Newbury e em Naseby. Seu filho do segundo casamento, James, foi nomeado Conde de Abingdon em 1682. Ele foi sucedido por seu filho do primeiro casamento com Martha Cockayne, a terceira conde. Ele representou Boston na Câmara dos Comuns e serviu como Lorde Tenente de Lincolnshire.
Seu filho, o quarto conde, foi convocado para a Câmara dos Lordes em 1690 por meio de um mandado de aceleração do título júnior de seu pai, Barão Willoughby de Eresby. Mais tarde, ele serviu como Chanceler do Ducado de Lancaster e como Lorde Tenente de Lincolnshire e foi um dos Lordes da Justiça antes da chegada do Rei George I. Em 1706, ele foi criado Marquês de Lindsey e em 1715 foi ainda mais homenageado quando foi feito Duque de Ancaster e Kesteven. Ambos os títulos estavam no Pariato da Grã-Bretanha. Seu filho, o segundo duque, foi chamado para a Câmara dos Lordes em 1715 por meio de um mandado de aceleração como Barão Willoughby de Eresby. Mais tarde, ele serviu como Lorde Tenente de Lincolnshire. Ele foi sucedido por seu filho, o terceiro duque. Ele foi general do Exército e serviu como Mestre da Cavalaria de 1766 a 1778. Ele também foi Lorde Tenente de Lincolnshire. Seu filho, o quarto duque, foi brevemente Lorde Tenente de Lincolnshire, mas morreu solteiro em 1779, ainda jovem. Após sua morte, a baronia de Willoughby de Eresby caiu em suspenso entre suas irmãs Lady Priscilla e Georgiana, Marquesa de Cholmondeley, que também herdaram conjuntamente o cargo de Lorde Grande Camareiro (o suspenso foi encerrado em 1780 em favor de Priscilla; veja o Barão Willoughby de Eresby para a história posterior deste título).
O falecido duque foi sucedido no condado, marquesado e ducado por seu tio, o quinto duque. Ele representou Lincoln no Parlamento e serviu como Lorde Tenente de Lincolnshire. Ele não teve filhos e, com sua morte em 1809, o marquesado e o ducado foram extintos. Ele foi sucedido no condado de Lindsey por seu primo de terceiro grau, o nono conde. Ele era bisneto do Hon. Charles Bertie, quinto filho do segundo conde. Lord Lindsey foi general do Exército e também foi membro do Parlamento por Stamford. Com a morte de seu neto, o décimo segundo conde, em 1938, a linhagem do quinto filho do segundo conde falhou. O falecido conde foi sucedido por seu parente distante (seu primo em quinto grau três vezes removido), o oitavo conde de Abingdon, que se tornou o décimo terceiro conde. Entretanto, foi somente em 1951 que Lorde Abingdon foi reconhecido no condado de Lindsey. Desde 2017  o título é detido por seu primo em primeiro grau, o décimo quarto conde de Lindsey e nono conde de Abingdon.
A sede da família fica em Gilmilnscroft House, perto de Mauchline, em East Ayrshire .

Brasão de Armas de Bertie, os Condes de Lindsey.

## Condes de Lindsey (1626)
- Robert Bertie, 1.º Conde de Lindsey (1582–1642)
- Montagu Bertie, 2.º conde de Lindsey (1608–1666)
- Robert Bertie, 3.º conde de Lindsey (1630–1701)
- Robert Bertie, 4.º Conde de Lindsey (1660–1723) (criado Marquês de Lindsey em 1706 e Duque de Ancaster e Kesteven em 1715)

## Duques de Ancaster e Kesteven (1715)
- Robert Bertie, 1.º Duque de Ancaster e Kesteven, 4.º Conde de Lindsey (1660–1723)
- Peregrine Bertie, 2.º Duque de Ancaster e Kesteven, 5.º Conde de Lindsey (1686–1742)
- Peregrine Bertie, 3.º Duque de Ancaster e Kesteven, 6.º Conde de Lindsey (1714–1778)
- Robert Bertie, 4.º Duque de Ancaster e Kesteven, 7.º Conde de Lindsey (1756–1779)
- Brownlow Bertie, 5.º Duque de Ancaster e Kesteven, 8.º Conde de Lindsey (1729–1809)

## Condes de Lindsey (1626; Revertido)
- Albemarle Bertie, 9.º conde de Lindsey (1744–1818)
- George Augustus Frederick Albemarle Bertie, 10.º Conde de Lindsey (1814–1877)
- Montague Peregrine Bertie, 11.º Conde de Lindsey (1815–1899)
- Montague Peregrine Albemarle Bertie, 12.º Conde de Lindsey (1861–1938)
- Montagu Henry Edmund Towneley-Bertie, 13.º Conde de Lindsey, 8.º Conde de Abingdon (1887–1963)
- Richard Henry Rupert Bertie, 14.º conde de Lindsey, 9.º conde de Abingdon (nascido em 1931)

O herdeiro aparente é o filho do atual titular, Henry Mark Willoughby Bertie, Lord Norreys (nascido em 1958). O herdeiro aparente do herdeiro aparente é seu filho, o honrado Willoughby Henry Constantine St. Maur Bertie (nascido em 1996).